# Frederic Creswell

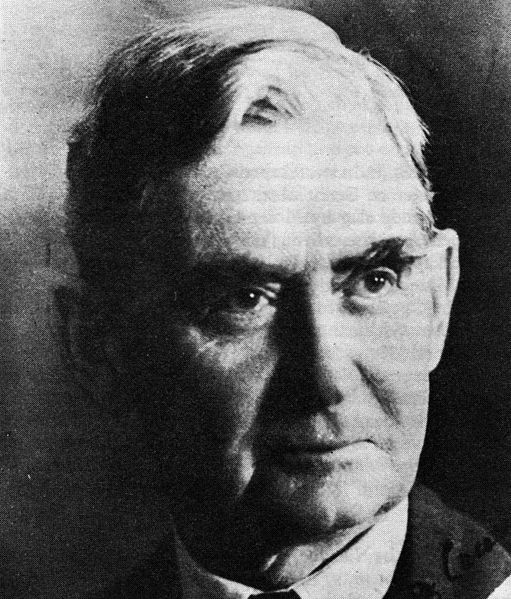
Oberst Frederic Creswell

Frederic Hugh Page Creswell (* 13. November 1866 in Gibraltar; † 25. August 1948 in Kuils River, Kapstadt, Kapprovinz) war ein südafrikanischer Politiker, der mehrmals Minister in der Südafrikanischen Union war.

## Leben

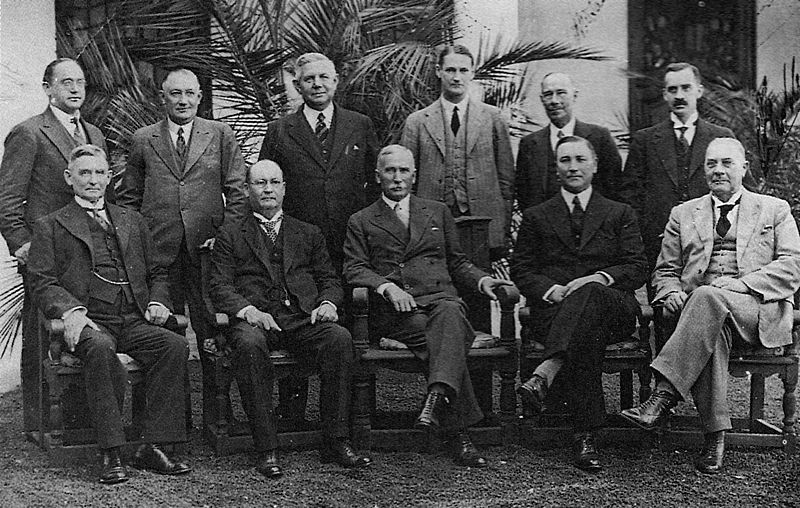
Das Kabinett Hertzog 1929:
Vordere Reihe vlnr:
Frederic Creswell, Daniel François Malan, James Barry Munnick Hertzog, Nicolaas Havenga und Pieter Gert Wessel Grobler
Hintere Reihe vlnr.:
Oswald Pirow, Jan Kemp, Adriaan Paulus Johannes Fourie, Ernest George Jansen, Henry William Sampson und Charles Wynand Malan

Frederic Hugh Page Creswell, Sohn von Edmund Creswell und dessen Mary M. W. Fraser, besuchte die Bruce Castle School sowie der Derby School. Anschließend absolvierte er ein Studium an der Royal School of Mines und war danach als Bergbauingenieur tätig. Nach der Gründung der Südafrikanischen Union am 31. Mai 1910 durch Vereinigung der vier britischen Kolonien Kapkolonie, Natal, der Oranjefluss-Kolonie und Transvaal-Kolonie gehörte er zu den Mitgründern der Südafrikanischen Arbeiterpartei SALP (Arbeidersparty) und fungierte von 1910 bis 1933 als deren Vorsitzender. Zugleich wurde er bei den ersten Wahlen am 15. September 1910 zum Mitglied der Volksversammlung (Volksraad van Suid-Afrika) gewählt und gehörte dieser bis 1938 an.
Nachdem Barry Hertzog am 30. Juni 1924 Premierminister wurde Creswell Verteidigungsminister (Minister van Verdediging) in dessen ersten Kabinett und bekleidete dieses Ministeramt zwischen dem 14. Juni 1929 und dem 17. Mai 1933 auch im Kabinett Hertzog II. Zugleich fungierte er von 1924 bis 1925 auch erstmals als Arbeitsminister (Minister van van Arbeid). Im Jahr 1924 schränkte der Industrial Conciliation Act das Zusammenwirken der möglichen Tarifpartner ein. Mit diesem Gesetz schuf man so genannte Industrieräte (Industrial Councils), um die bisherigen Auseinandersetzungen zwischen Arbeiterkommandos und dem Militär zu verhindern. Diese Industrieräte arbeiteten ähnlich wie Tarifkommissionen und hatten Beschlussfassungskompetenz, die jedoch im Einzelnen durch den Arbeitsminister bestätigt werden mussten. Von der Seite der Arbeiter konnten nur Personen mit dem vom Gesetz definierten Status als employees (Arbeitnehmer) daran mitwirken. Schwarze Arbeitnehmer waren jedoch davon ausgeschlossen und galten demzufolge auch nicht als tariffähig. Die Regierung des 1924 gewählten Bündnisses zwischen der National Party und der South African Labour Party unter dem gemeinsamen Premierminister Hertzog entwickelte eine Civilized Labour Policy (zivilisierte Arbeitspolitik), nach der alle öffentlichen Arbeitgeber nur noch weiße Arbeitskräfte einzustellen hatten. Demnach verloren beispielsweise im staatlichen Eisenbahnbereich tausende schwarze Arbeitnehmer ihren Arbeitsplatz. Der damalige sozialdemokratische Arbeitsminister Creswell definierte „unzivilisierte Arbeit“ als eine Tätigkeit von Personen, die sich auf einen Lebensstil mit den nur allernötigsten Verpflichtungen beschränken, wie es unter „barbarischen und unentwickelten Menschen“ üblich sei.
1928 kam es zu einer Regierungskrise, nachdem der zu Arbeiterpartei gehörende Minister für Post, Telegrafenwesen und öffentliche Arbeiten Walter Madeley gegen den ausdrücklichen Willen von Premierminister Hertzog eine Delegation der Gewerkschaft der Industrie- und Handelsarbeiter empfing, einer nicht anerkannten Gewerkschaft, die schwarze Mitglieder hatte und die Arbeitsbedingungen der schwarzen Mitglieder kritisierte. Hertzog entließ Madeley daraufhin als Minister, nachdem dieser sich geweigert hatte, zurückzutreten. Dies führte zu einer Spaltung innerhalb der Labour Party, deren Führer Frederic Creswell Hertzog unterstützte und in der Regierung blieb, während Madeleys Fraktion in die Opposition trat und den National Council Labour gründete. Im zweiten Kabinett Hertzog war Creswell zwischen 1929 und 1933 erneut Arbeitsminister. Die Spaltung der Arbeiterpartei dauerte bis zu den Wahlen von 1933, als die Faktion um Creswell die Koalition mit Hertozgs Nationalpartei auflöste und die Regierung verließ. Madeley wurde daraufhin Nachfolger von Creswell als Führer der Labour Party.